# Serpocaulon subandinum
Serpocaulon subandinum är en stensöteväxtart som först beskrevs av Sod., och fick sitt nu gällande namn av Alan Reid Smith. Serpocaulon subandinum ingår i släktet Serpocaulon och familjen Polypodiaceae. Inga underarter finns listade.